# Golpe de Estado de Sjirat
El intento de golpe de Estado del 10 de julio de 1971, llamado también matanza de Sjirat y de otras maneras, fue un asalto militar al palacio de verano de Hasán II, rey de Marruecos, situado en la playa de Sjirat, durante los festejos de celebración del 42.º aniversario del monarca. El objetivo era atacar al rey y a la élite dirigente allí reunida para propiciar un cambio político en Marruecos en la época conocida como "Años de plomo". Fue el primero de media docena de otros intentos de golpe de Estado durante el régimen del rey, siendo este junto con el intento de 1972 los dos más importantes.
El teniente coronel Mohammed Ababu con, y bajo las órdenes del general Mohammed Madbuh, fueron los principales instigadores del ataque al palacio de verano de Hassan II en Skhirat en la costa atlántica, a unos 20 kilómetros (12 millas) al sur de Rabat, y ordenaron la toma de varios lugares clave en Rabat para establecer una república. El motivo principal fue la revelación de varios casos de corrupción dentro del gobierno marroquí y la familia real.

## Protagonistas y motivos del pronunciamiento

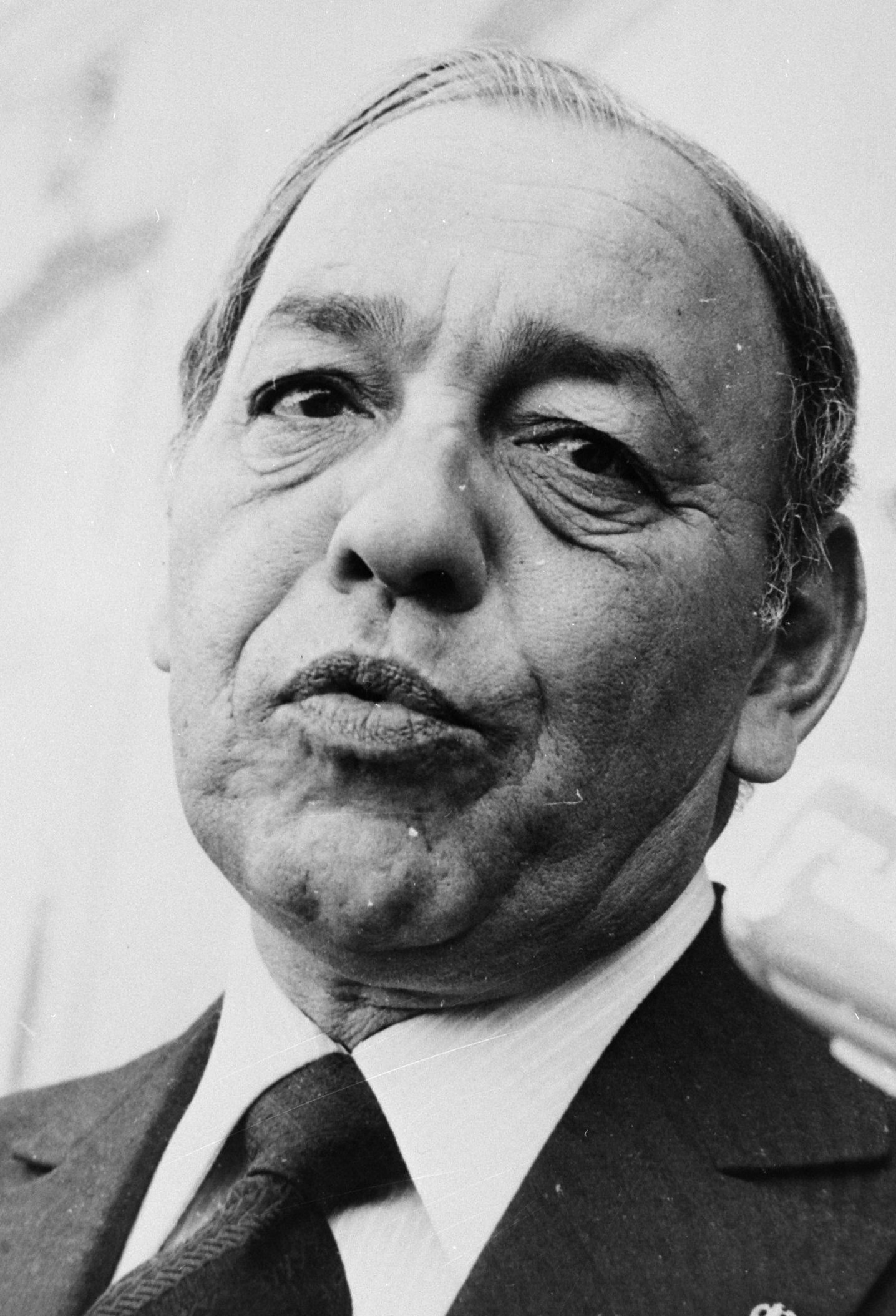
Hassan II en 1981.

Los principales dirigentes del pronunciamiento eran el general Mohammed Madbuh y el coronel Mohammed Ababu. El primero, jefe de la casa militar de Hassan II y en la práctica, en muchos sentidos, auténtica cabeza del ejército, era una persona de confianza del rey. Según el periodista francés Gilles Perrault, Madbuh tenía de excepcional en alguien de su posición su desprecio por la corrupción que atravesaba todas las instituciones marroquíes. Habría sabido en Estados Unidos, donde había ido a preparar una visita de Hasan, de varias tramas de corrupción a gran escala que implicaban al rey, y eso le habría decidido al golpe de Estado. Tenía en torno a sí a una docena de oficiales superiores que participaban en la conspiración, agrupados en una instancia llamada Consejo de la Revolución: entre ellos los generales Hammu, Bugrin, Habibi, Mustafa y el coronel Shelwati, jefes de varias regiones militares. Ababu dirigía la escuela militar de Ahermumu, en el Atlas, donde estudiaban 1300 cadetes procedentes en su mayor parte de las regiones berberófonas más pobres. 
Los motivos exactos del pronunciamiento no se conocen, puesto que ninguno de sus dirigentes sobrevivió el tiempo suficiente para contarlo. Sin embargo, generalmente se apunta al asunto de la corrupción estructural y al deseo de acabar con la existencia del Majzén, el poder paralelo ligado a la corona que atravesaba todo el entramado institucional marroquí. El golpe no parecía apoyar una toma del poder por parte de la oposición política (de izquierdas, mayoritariamente), que no tuvo noticia alguna de los preparativos del mismo, sino que más bien parecía querer instaurar un régimen netamente militar y nacionalista.

## Desarrollo de los acontecimientos
Un primer intento de acabar con el rey tuvo lugar el 14 de mayo, cuando Hassan II asistió a unas maniobras en la región de Azrú. Ababu montó una emboscada, pero en el último momento recibió orden de Madbuh, que iba en el séquito real, de desmontar el dispositivo. Eso creó cierta tensión entre ambos que se manifestaría en Sjirat. 
La elección del cumpleaños del rey para dar el golpe tenía un doble motivo. Primero, que la promoción de cadetes saldría de la academia a finales de mes; no utilizarla antes equivalía a desechar la idea durante largo tiempo, hasta que otra promoción estuviera entrenada para actuar, y siempre y cuando Medbuh y Ababu siguieran en los puestos clave que ocupaban. En segundo lugar, la posibilidad de atacar a toda la élite dirigente marroquí a la vez. En contra estaba la lejanía de la academia, que debía atravesar dos regiones militares para llegar a Sjirat, algo totalmente injustificable como «maniobras» o una excusa similar. El puesto de Medbuh como máximo responsable de facto de las fuerzas armadas era clave en este asunto. 
Los 1400 cadetes de la academia, divididos en 25 comandos, salieron de Ahermumu a las 3.15 AM. A las 10 hicieron un alto en el bosque de La Mamora, cerca de Rabat, donde se les explicó el objetivo de la operación: según un testimonio, Ababu explicó claramente que se trataba de rodear a dos edificios y no permitir que nadie escape de ellos, también dio orden de disparar a quien lo intente; ninguno de los cadetes sabía de lo que realmente se estaba tratando. Después siguieron hasta Sjirat, haciendo su entrada en el palacio a las 14.08. (El llamado palacio real de Sjirat en realidad consiste en una serie de construcciones de aire veraniego, dispuestas en terrazas a lo largo de casi tres kilómetros de una playa privada reservada a la familia real.)
Jacques Benoist-Méchin, consejero del rey que llegó a Sjirat un poco antes, se encontró en la carretera con el convoy militar. Según contó más tarde, le asaltó el presentimiento de un ataque e intentó prevenir al rey, pero fue retenido por cuestiones de protocolo (el rey estaba comiendo y no se le podía molestar).
Los cadetes pudieron rodear el palacio y penetrar en él sin problemas debido a que era el general Madbuh el encargado de la seguridad. Algunos invitados dirían luego que se habían sentido extrañados por lo escaso de la presencia militar en torno al palacio. Los cadetes entraron en el recinto y abrieron fuego contra la multitud, tratando de reducir a una resistencia por lo demás inexistente. La mayoría de las víctimas fueron de la gendarmería real, sirvientes: camareros, guardaespaldas, personal de cocinas, de limpieza, caddies... Los invitados que no murieron bajo el fuego indiscriminado fueron agrupados y obligados a tumbarse en el suelo. Algunos fueron identificados como altos mandos del ejército o dirigentes del Estado y ejecutados sumariamente. 
El rey, el general Mohammed Ufqir y varios ministros, junto con otras personas, se escondieron en la zona de los retretes, donde fueron localizados rápidamente. El general Madbuh acudió a entrevistarse con el rey. Según la versión ofrecida luego por este, Madbuh se arrepintió de su participación en el golpe al ver la carnicería perpetrada por los soldados de Ababu y ofreció a Hasan parlamentar con el coronel, a lo que Hasan se habría negado. Otras versiones afirman que para evitar más muertes Madbuh habría hecho firmar al rey una abdicación, que no llegó a hacerse pública porque el general Madbuh murió poco después en circunstancias poco claras. Tras la visita de Madbuh se instaló en la puerta de los retretes una guardia.
Acerca de la violencia desplegada por los cadetes así como la muerte de Madbuh, algunas versiones dicen que los oficiales del llamado Consejo de la Revolución habían previsto un golpe limpio, es decir, tomar el palacio y enviar a la familia real al exilio. Se vieron por tanto sorprendidos por la violencia de las tropas asaltantes, sobre cuyas causas también se dan varias explicaciones, no excluyentes entre sí: la juventud y el nerviosismo de los cadetes o la indignación de los mismos (mayoritariamente procedentes de familias bereberes pobres) ante el lujo y la ostentación del festejo, o también instrucciones directas del coronel Ababu, que podría haber querido la aniquilación física del rey y de la élite política marroquí y no su mero derrocamiento. Si eso era así, persiste la duda de por qué entonces no acabó inmediatamente con el monarca y los ministros encerrados en el baño. En cuanto a Madbuh, algunas fuentes afirman que tuvo un enfrentamiento con Ababu por las razones antedichas y que éste había dado orden de matarlo por traición. Otras fuentes dicen que fue víctima de una bala perdida.
Controlado Sjirat y muerto Madbuh por una u otra razón, Ababu marcha a Rabat y varios generales acuden a sus respectivas regiones militares. La radio anunciaba que el «Ejército del Pueblo» había tomado el poder, que el rey había muerto y que Marruecos era ahora una república.
Pero el rey seguía vivo en Sjirat, donde habían quedado tan solo 90 cadetes. Hacia las cinco de la tarde los soldados hacen salir a los escondidos en el retrete. El rey es llevado por cuatro soldados a un lugar apartado, presumiblemente para proceder a su ejecución sumaria. Sin embargo, pasado un rato, los invitados estupefactos ven regresar al rey, seguido de los soldados, que ahora parecen escoltarle mientras recitan todos la Fatiha, la oración principal del Islam. Sobre las razones de este giro imprevisto de los acontecimientos no existe más testimonio que el del rey, que afirma que logró hacer valer su papel de príncipe de los creyentes ante unos soldados excesivamente inseguros. Sea como fuere, el caso es que todos los cadetes se pusieron a las órdenes de Hasan II y del general Ufqir, su mano derecha. Lograron sofocar el golpe esa misma tarde, tras apenas unos breves tiroteos en Rabat en los cuales murió Ababu. Los dirigentes de otras ciudades fueron detenidos antes de que lograran ponerse al mando de sus regiones militares.

## Carnicería
Según algunas fuentes, en Sjirat se vivió una auténtica carnicería. Se estima que hubo un centenar de muertos y alrededor de 200 heridos entre los invitados del rey.

## Consecuencias del pronunciamiento
Apenas 24 horas después del asalto, el rey se dirigió al país por radio y televisión en un virulento discurso en el que acusó a la oposición de ser autora intelectual de la masacre, porque con sus críticas constantes a la situación política y económica del país había hecho que los militares golpistas se sintieran legitimados en su acción. 
Los motivos del golpe eran el principal interrogante. La opinión pública marroquí e internacional había creído hasta el momento que el ejército era un pilar del régimen de Marruecos, con lo que la sorpresa fue mayúscula. Sólo algunas personas, como el disidente Mehdi Ben Barka antes de su desaparición en 1964, habían considerado seriamente sobre el papel la posibilidad de que el ejército pudiera convertirse en enemigo de la monarquía alauí. Sin embargo, Ben Barka sugería también que el ejército marroquí, al contrario del de otros países árabes, por su pasado de colaboración con el colonialismo estaba impermeabilizado frente a las influencias ideológicas y sus mandos sólo se pronunciarían por mera ansia de poder. Los medios de comunicación marroquíes, de hecho, sugirieron que el enriquecimiento era la razón del intento de golpe y para demostrarlo hicieron hincapié en el alto nivel de vida de algunos sublevados. Sin embargo, algunos periodistas extranjeros dijeron que precisamente su buena situación económica, política y social demostraba la existencia de un móvil ideológico, pues el poder y el dinero ya lo tenían. 
Los cabecillas del golpe, cuatro generales, cinco coroneles y un comandante, no tuvieron tiempo de aclarar las dudas porque fueron ejecutados sumariamente tres días después de Sjirat, el 13 de julio, en presencia de Hasan II, el rey Husein de Jordania y varios ministros. El resto de los participantes, los 1081 cadetes, suboficiales y oficiales supervivientes a los enfrentamientos, fueron juzgados más adelante en Kenitra.
La ejecución extrajudicial de los mandos, que se hizo sin disimulo alguno y de hecho fue anunciada por el rey en su rueda de prensa del 11 de julio, no hizo sino abrir más interrogantes: ¿se pretendía silenciar algo al impedir que fueran juzgados?
En contraste, las sentencias de Kenitra, pronunciadas el 29 de febrero de 1972, fueron, para la opinión pública, extrañamente benévolas. Todos los cadetes eran absueltos, mientras que los oficiales eran condenados a penas que iban desde un año de prisión a cadena perpetua. Sólo se condenó a muerte al único oficial que admitió haber disparado contra un invitado, y el rey le indultó poco después.
La situación política vivió también esos vaivenes: de la acusación lanzada contra la oposición, que hacía prever una represión desatada, se pasó a una voluntad conciliadora y reformista por parte de la corona, que en una inusitada autocrítica reconoció que Sjirat demostraba que el país tenía problemas y que se imponía buscar soluciones. El 30 de marzo de 1972, un día después de las sentencias de los militares de Ahermumu, se aprobaba en referéndum una nueva constitución que plasmaba la voluntad de cambio. La participación fue, según estimaciones oficiales, del 93% y los apoyos al nuevo texto llegaron al 92,92% (resultados por lo demás habituales en este tipo de consultas).

## Operación Buraq
Un año más tarde hubo otro intento, esta vez más directo, de acabar con la vida del rey. En él estaba implicado, nuevamente para sorpresa de la opinión pública y del propio rey, el general Ufqir. Ufqir murió inmediatamente. Su familia desapareció durante casi veinte años. Se impusieron penas de muerte a los principales responsables y penas de prisión a cualquier otro militar implicado, aunque fuera indirectamente. El 7 de agosto de 1973, los 53 militares que cumplían condena en la prisión militar de Kenitra por alguna de las intentonas golpistas desaparecieron como la familia de Ufqir. Sólo varios años después se supo que habían sido encerrados en un centro de exterminio clandestino llamado Tazmamart, donde murieron la mitad de ellos.
Los dos golpes de Estado inauguran así una época en la historia de Marruecos que será llamada años de plomo, caracterizados por la fuerte represión, la concentración de todo el poder en el monarca y la supresión de facto de todas las garantías del estado de derecho. Los pronunciamientos influirán también en la política seguida por Hasan II respecto al Sáhara Occidental, ya que el estallido de una guerra en el sur ayudó a mantener ocupado y depurar al ejército en los años siguientes.